# Today (телепередача)
Today (также известная как The Today Show) — американское утреннее ежедневное телешоу на канале NBC. Первый выпуск Today вышел в эфир 14 января 1952 года. Today была первой передачей в своем жанре не только на американском телевидении, но и вообще в мире. Today стала четвёртой в рейтинге телевизионных программ-долгожителей. Сначала это была двухчасовая передача в будние дни. С 1987 года передачу стали транслировать и в воскресенье (сейчас это 1 час), а с 1992 года — и в субботу (2 часа). В 2000 году вещание в будние дни было увеличено до трёх часов, в 2007 году — добавили четвёртый час.
Программа Today занимала лидирующие позиции в сетке телевещания американских каналов до конца 1980-х годов, пока не появилась передача Good Morning America телеканала ABC. Today, согласно рейтингу Нильсена, вернула себе лидирующее положение 11 декабря 1995 года и удерживает на этой позиции 852 недели подряд — до 9 апреля 2012 года (последняя информация). В 2002 году Today заняла 17 строчку в рейтинге «Лучшие 50 ТВ-шоу всех времён».

## История
Телешоу Today первый раз появилось в эфире 14 января 1952 года. Это было детище Сильвестра Уивера, который через год стал вице-президентом канала NBC. Уивер был президентом компании с 1953 по 1955 годы, за это время дебютировала ночная версия Today — The Tonight Show. Первое предполагаемое название передачи — The Rise and Shine Revue («Проснись и пой»).
Today стало первым в своем роде шоу, когда был подписан контракт с его первым ведущим Дэйвом Харроуэем. Содержимым шоу были крупные национальные новости, интервью с ньюсмейкерами, жизненные истории, другие «лёгкие» новости, различные неожиданные новинки (шимпанзе Джей Фрэд Магс в качестве талисмана телешоу в первые годы эфира) и новости местных станций. Шоу породило целую серию подобных передач, например, в Америке — Good Morning America на канале ABC или The Early Show на канале Си-би-эс. В других странах её формат был буквально скопирован, самыми известными копиями стали английские передачи — Breakfast на канале BBC и Good Morning Britain на канале ITV. В Канаде — Canada AM на канале CTV Television Network и в Австралии — Sunrise в телевизионной сети Seven Network.

Гарровэй в отделе новостей Today. 14 января 1952 года — дата показана в левом верхнем углу

Джей Фрэд Магс в компании с Дэйвом Гарровэй

Вид из студии Today, 14 января 1952 года

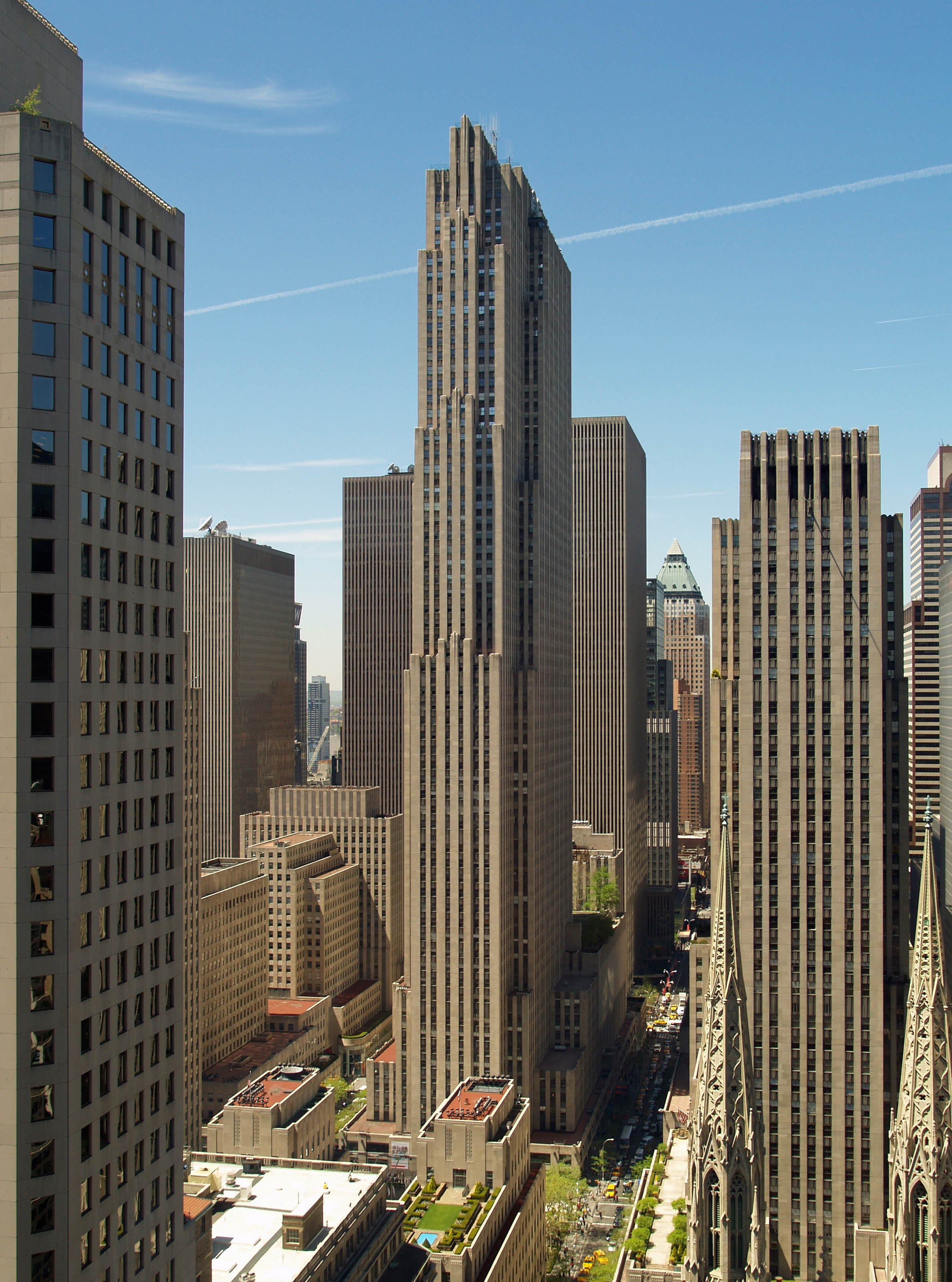
Today транслируется из студии 1А Рокфеллер центра 10, слева от здания компании «Дженерал Электрик»

Когда Today стала выходить в эфир, передачу могли смотреть только в Восточном и Центральном часовых поясах. Хотя продолжительность передачи была 3 часа, зрители в каждом из двух часовых поясов могли видеть только 2 часа. С 1958 года Today транслировалась в записи для большинства часовых поясов. Отчасти из-за ухудшения здоровья основателя передачи Дэйва Гарровэя летом 1958 года программа перестала выходить в прямом эфире, вместо этого записанный выпуск выходил до полудня. Эксперимент, который многие подвергли острой критике, закончился, когда Джон Чансэла занял место Гарровэя в июле 1961 года.
Долгое время Today была двухчасовой программой, которая выходила в эфир с 7:00 до 9:00 во всех часовых поясах кроме Аляски, штата Гавайи, Виргинских островов США, пока канал NBC не увеличил вещание до трёх часов 2 октября 2000 года. Четвёртый час передачи добавился 10 сентября 2007 года. Но, например, в Бостоне (Массачусетс) на цифровом телеканале WHDH-TV третий и четвёртый часы Today передаются в записи.
В течение первых трёх часов вещания филиалам предоставляется пятиминутное окно через 25 и 55 минут от начала передачи для включения местных новостей. Today заполняет это эфирное время своими новостями, если филиал не воспользовался этой возможностью.

### Студия
Студия Today сначала находилась в выставочном зале Американской радиовещательной корпорации на 49-й улице, где сейчас находится аукционный дом Кристи — в квартале от современной студии. Первая площадка располагалась в студии, которую Гарровэй называл «нервным центром мира». Граница между закулисьем и сценой практически не существовала. Гарровэй и работающие в эфире люди часто проходили через отдел новостей. Мелькание съемочной группы и технических специалистов было частым явлением, так же как и голоса за кадром. Постепенно техника и люди были размещены за сценой — там же шла подготовка новостей и прогноза погоды — так было до 1955 года.
Летом 1958 года телевизионный магнат Филко пожаловался телекомпании NBC — он считал несправедливым тот факт, что студия Today располагается в выставочном зале Американской радиовещательной корпорации (в то время Американская радиовещательная корпорация принадлежала NBC). Телекомпания подчинилась давлению, и 7 июля Today переехала на другую сторону улицы в студию «3К» в здании Американской радиовещательной корпорации, где и оставалась до начала 60-х годов.
9 июля 1962 года телешоу вернулось в студию с видом на улицу, где впоследствии располагался флоридский выставочный зал. После трёх лет размещения во флоридском выставочном зале студия Today 13 сентября 1965 года переместилась обратно в здание Американской радиовещательной корпорации.
В течение следующих двадцати лет телешоу побывало в студиях третьего, шестого, восьмого этажей головного офиса NBC. Самые заметные из них:
- студия «3К» в 1970-е,
- студия «8G» (смежная со студией «8H», где создавалась Saturday Night Live) в конце 1970-х и начале 1980-х,
- студия «3B» с 1983 по 1994 гг.

В современную студию с видом на улицу Today переехала 20 июня 1994 года, тем самым, подчеркивая своё первоначальное местоположение в 1950-е.
Тенденции 1990-х последовали многие утренние шоу главных телеканалов и новостных кабельных сетей — все они переехали в студии с видом на улицу, включая двух соседей Today Рокфеллер-центра: Fox News, Fox & Friends (в Манхэттене) и шоу American Morning телеканала CNN (летом 2005 года CNN отказался от такого местоположения и переместился в небоскреб Тайм-Уорнер-Центр в Нью-Йорке). Шоу телеканала ABC Good Morning America вещает из студии Таймс-сквер.

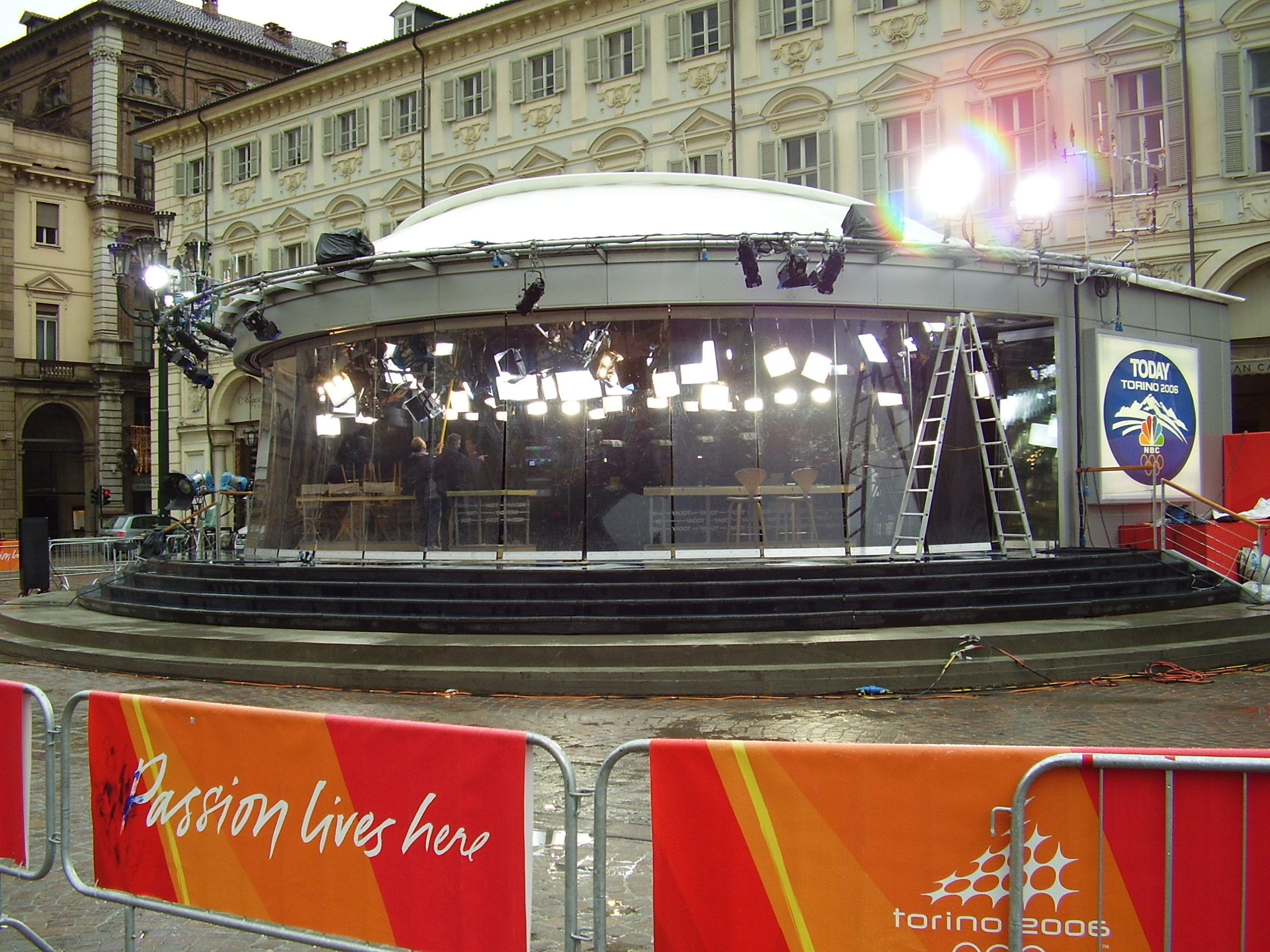
Так выглядела студия Today на Зимних Олимпийских играх в Турине в 2006 г.

В 2006 г. прошла реконструкция студии «1А» для подготовки вещания высокой четкости (1080i). После ухода Кэти Курик и одновременно в момент работы над новым типом вещания (лето 2006 г.) программа транслировалась из временной студии торгового комплекса Рокфеллера. Подобная площадка NBC использовалась на Олимпийских играх в Афинах (2004 г.), в Турине (2006 г.), в Пекине (2008 г.). Но в Ванкувере (2010 г.) такой конструкции не было — телестудия представляла собой атриум в горах Граус. Такая же съемочная площадка Today установлена в студии Dateline, которая используется в ненастную погоду. На неделю (с 28 августа в 2006 году) Today пришлось съехать во временную студию из «1А» — это связано с тем, что МТV переделало студию для церемонии MTV Video Music Awards.
13 сентября 2006 года Today переместились в обновленную студию «1А». Новая телестудия разделена на 5 частей: зона для интервьюирования, диванная, отдел новостей, дополнительная зона для интервью и перфомансов, также основной отдел, где ведущие начинают вести шоу. Гигантский 103-дюймовый плазменный монитор Panasonic часто используется для графического фона. Кухонный гарнитур находится на этаже выше главной телестудии. Синий фон, который видят зрители в начале программы, перемещается, позволяя увидеть то, что происходит за пределами студии.

## Ведущие эфира
Первые два часа шоу ведут Мэтт Лауэр и Саванна Гатри, прогноз погоды передает метеоролог Эл Рокер, ведущая новостей — Натали Моралес. Рокер и Моралес работают и в качестве соведущих в течение третьего часа программы, в то время как Хода Котб и Кэти Ли Гиффорд — соведущие в течение четвёртого часа Today. Ведущие выпусков Today в выходные дни — Лестер Холт и Дженна Вулф. Метеоролог Билл Карингс появляется по субботам, а Стефании Абрамс — по воскресеньям.
Иногда Моралес выступает в качестве ведущей, Холта замещает Вилли Джист, ведущий кабельного новостного канала MSNBC. Дэвид Грегори, Ведущий еженедельной передачи-интервью Meet the Press, и Карл Кинтанилья, ведущий спутникового и кабельного новостного канала CNBC, часто замещают Лауэра. Тамрон Холл, ведущий кабельного новостного канала MSNBC, часто выступает как ведущий новостей, Хода Котб также иногда выступает в качестве ведущей или соведущей новостей, главным образом во время праздников и каникул. Многие корреспонденты телеканала NBC появляются в отделе новостей в выходные.
В число постоянных корреспондентов входят: специальный корреспондент Белого дома и директор отдела политики телеканала NBC Чак Тодд, Майк Леонард, корреспондент Капитолийского холма Келли О’Доннэлл, Боб Дотсан, Джеми Гэнджел. Доктор Нэнси Снайдермэн — главный корреспондент канала по вопросам медицины. Энн Карри — ведущая широкого профиля, Жан Чацкий — редактор по особым поручениям журнала Money Magazine (предоставляет еженедельные финансовые новости). Сара Хайнс — онлайн-корреспондент. Корреспонденты телеканала CNBC, включая Аманду Друри, Марию Бартиромо и Мелиссу Ли, постоянно сообщают новости нью-йоркской биржи, также часто появляются в новостях корреспонденты телеканалов MSNBC и Weather Channel. Джена Буш Хагер — специальный корреспондент программы Today.

Хью Даунс и Барбара Уолтерс в центре Манхеттена (на обложке TV Guide в августе 1967)

### Ведущие
- Мэтт Лауэр, ведущий (1997 — по настоящее время)
- Саванна Гатри, ведущая (2011 — по настоящее время), ведущая третьего часа передачи (2011 — по настоящее время)
- Натали Моралес, ведущая программы новостей (2011 — по настоящее время), ведущая третьего часа передачи (2006 — по настоящее время)
- Эл Рокер, ведущий прогноза погоды (1996 — по настоящее время), ведущий третьего часа передачи (2006 — по настоящее время)
- Хода Котб, ведущий четвёртого часа передачи (2007 — по настоящее время)
- Кэти Ли Гиффорд, ведущий четвёртого часа передачи (2008 — по настоящее время)

### Коммуникаторы
Ведущие Today с самого начала заявляли себя как «Коммуникаторы». Создатель Пэт Уивер представлял себе такого профессионала, чья роль не ограничивалась бы традиционным чтением новостей. Коммуникатор может брать интервью, рассказывать, вести диалог и связывать все это вместе в единое целое. Гарровэй и его преемники следовали этой модели, немного её изменяя и дополняя. От ведущих Today сейчас ждут того же: они могут поговорить с корреспондентами, пообщаться с ньюсмейкерами, обратиться к экспертам; начать и закончить каждый получасовый кусок программы; переключиться на специальные темы (такие как кулинария или мода) и проводить передачу из географически отдаленных от студии мест. Хотя наименование «Коммуникатор» потом вышло из обихода, уровень работы ведущих остается на прежнем уровне.

## Сотрудники прошлых лет

### Ведущие
- Дейв Гарровэй (1952—1961)
- Джон Ченсэлор (1961—1962)
- Хью Даунс (1962—1971)
- Барбара Уолтерс (1961—1976)
- Франк МакГи (1971—1974)
- Джим Хартз (1974—1976)
- Том Брокау (1976—1981)
- Джейн Поли (1976—1989)
- Брайант Гумбел (1982—1997)
- Дебора Норвилл (1990—1991)
- Кэти Курик (1991—2006)
- Мередит Виейра (2006—2011)
- Энн Карри (2011—2012)

### Ведущие новостей
С самых первых выпусков основная и важнейшая функция программы — это предоставление последних новостей. Таким образом, на съемочной площадке всегда был, по крайней мере, один человек, который отвечал за подготовку новостей в эфир. В 1952 году такой человек был назван «редактором новостей» Today или неформально — «главный по новостям». Сейчас предпочтительнее говорить «диктор» или лучший вариант «ведущий новостей». В рамках двухчасового формата предполагалось четыре выпуска новостей — раз в полчаса. На сегодня имеют место только три выпуска новостей, каждый в начале нового часа трёхчасовой программы. Многие ведущие, такие как Джим Флеминг, Лью Вуд, Флойд Калбер и Джон Палмер имели солидный журналистский опыт ещё до прихода в программу. Другие, в том числе Энн Карри, использовали возможность улучшить свою журналистскую хватку за счет работы в Today.
Список ведущих новостей:

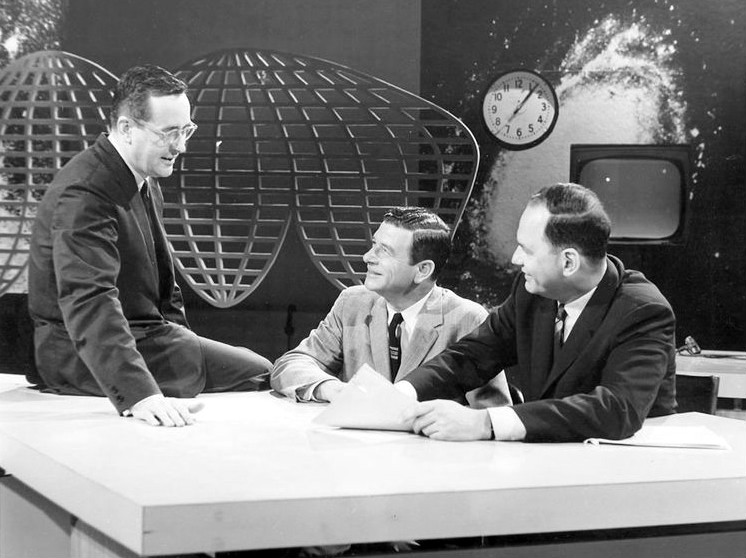
Выпуск программы 1961 года: в кадре Джон Ченсэлор, Фрэнк Блэр и Эдвин Ньюмен

- Джим Флеминг, ведущий программы новостей (1952—1953)
- Мэрилл Мюллер, ведущий программы новостей (1953)
- Франк Блэр, ведущий программы новостей (1953—1975)
- Лью Вуд, ведущий программы новостей (1975—1976)
- Флойд Калбер, ведущий программы новостей (1976—1979)
- Тони Гида, ведущий программы новостей (1979)
- Брокау и Поли читали краткое содержание выпуска последних известий (1979—1981)
- Крис Уоллес, ведущий программы новостей (1982)
- Джон Палмер, ведущий программы новостей (1982—1989)
- Дебора Норвилл, ведущий программы новостей (1989)
- Стивен Фрейзер, ведущий программы новостей (1990)
- Фэйт Дэниелс, ведущий программы новостей (1990—1992)
- Маргарет Ларсон, ведущий программы новостей (1992—1994)
- Мэтт Лауэр, ведущий программы новостей (1994—1997)
- Энн Карри, ведущий программы новостей (1997—2011)

### Ведущие прогноза погоды
За 25 лет истории программы прогноз погоды передавали дикторы или ведущие новостей. Дэйв Гарровэй демонстрировал погодные фронты и области осадков на большой карте США. Эти данные были собраны ранним утром в метеорологическом бюро в Вашингтоне, округ Колумбия. Следующие ведущие прогноза погоды Джон Ченсэлор и Хью Даунс читали заранее подготовленный текст на фоне неподвижной погодной карты. Когда телешоу перешло на полноцветную трансляцию в 1965 году, погодные карты проектировались на экран позади Франка Блэра, который передавал прогноз погоды сразу же после сводки новостей. Когда Блэр вышел на пенсию в 1975 году, обязанности ведущего прогноза погоды на себя взял Лью Вуд. Когда Флойд Калбер стал ведущим новостей в 1976 году, Вуд продолжал передавать прогноз погоды (вдобавок к другим новостям, спортивным сообщениям и рекламе) до 1978 года. Прогноз погоды сообщается каждые полчаса в течение первых трёх часов программы. Но с того момента, как Эл Рокер занял место ведущего прогноза погоды, так происходит не всегда. Например, вместо национального прогноза погоды, по крайней мере, один раз в неделю транслируется интервью Эл Рокера. Исключение составляют только местные вставки прогноза погоды на канале NBC.

#### Список ведущих прогноза погоды
- Боб Райан, ведущий прогноза погоды (1978—1980)
- Уиллард Скотт, ведущий прогноза погоды (1980—1996)
- Эл Рокер, ведущий прогноза погоды (2007 — по настоящее время)

До появления Райана никто на шоу не имел практического опыта или научных достижений в метеорологии. С тех пор как NBC купила The Weather Channel в 2008 г., сотрудники этого канала часто выступают в Today с прогнозами, обозревая погодные явления там, где они происходят, или из их штаб-квартиры в пригороде Атланты.
NBC предоставляет региональным отделениям 30-секундное окно для того, чтобы вставить сводку местного прогноза погоды, которая будет транслироваться вслед за национальным прогнозом. Эту вставку предваряет реплика Рокера: «Вот что происходит в стране, а теперь послушаем о том, как дела в вашем уголке». Для тех регионов, где местный прогноз погоды не сообщается, Рокер сообщает температурную сводку по стране.
Много раз увольняемый Скотт, завоевавший известность своими статьями об одежде и качествах товаров, всё ещё иногда появляется в этом месте, чтобы подменитьт Рокера и чтобы продолжить свою традицию поздравлений с днём рождения долгожителей. Вставку местных новостей Скотт традиционно предваряет репликой «А теперь — о том, что происходит в вашем мире, даже сейчас, когда мы говорим».

### Постоянные панелисты

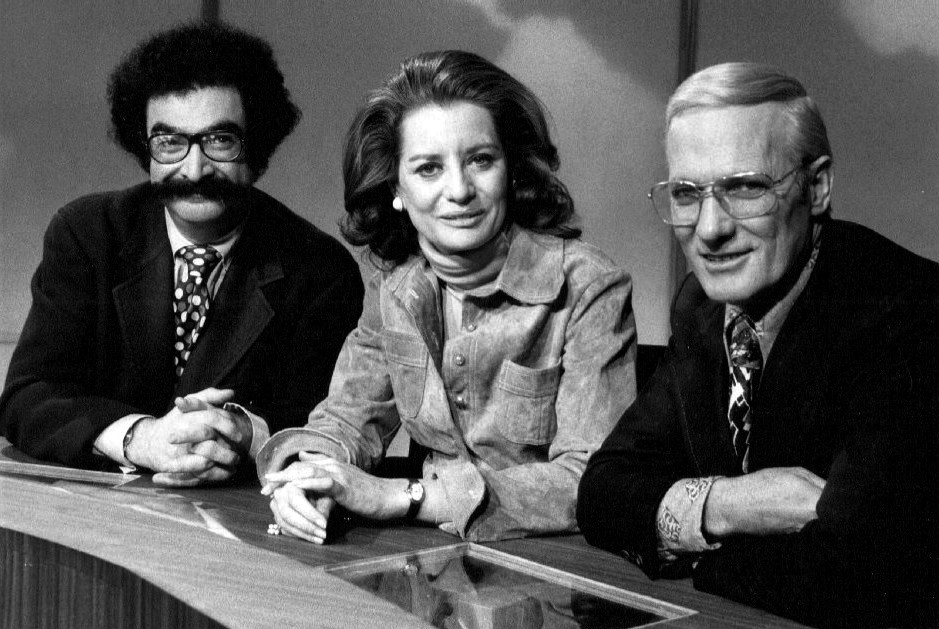
Выпуск 1973 г.: Джен Шалит, Барбара Уолтерс и Фрэнк МакГи.

Должность панелиста не имеет точного определения. Панелисты должны уметь практически все: от проведения интервью до сообщения новостей в студии и за её пределами. Список панелистов:
- Джек Лискули (1952—1965)
- Эдвин Ньюмен (1952—1984)
- Барбара Уолтерс (1966—1974 соведущий в 1974 году)
- Джудит Крист (1964—1973)
- Джо Гараджиела (1967—1973, 1990—1992)
- Джен Шалит (1973—2010)

### ДевушкиToday
С 1952 по 1964 год заметным участником шоу становится женщина, часто из сферы развлечений, так называемая девушка Today. Обычно она обсуждала моду и образ жизни, сообщала прогноз погоды, рассказывала истории или занималась словесной перепалкой с Гарровэй. Эстэль Парсонс — первая женщина на этой роли (в то время её называли «женским редактором»). После её ухода в 1955 году, название «девушка Today» закрепилось. Последняя, кто занимала такую должность, была Барбара Уолтерс, которая упомянула о своей работе в автобиографии «Прослушивание: Воспоминания» (Audition: A Memoir). Она написала об эпохе до Женского движения и о том, что женщину, сообщающую деловые новости, никто бы не воспринял серьёзно. В 1966 году Уолтерс была назначена соведущим наравне с Хью Даунс, и позиция «Женщина Today» перестала существовать. Список «девушек Today»:
- Эстель Парсонс (официальная должность: «женский редактор») (1952—1955)
- Ли Мэривезер(1955—1956)
- Хелен О’Коннел (1956—1958)
- Бетси Палмер (1958)
- Флоренс Хендерсон (1959—1960, соведущий Later Today в 1999—2000)
- Бирил Пфайзер (1960—1961)
- Роббин Бэйн (1961)
- Луиз Кинг (1962)
- Пэт Фонтен (1963—1964)
- Морин О’Салливан (1964)
- Барбара Уолтерс (1964—1966)

С 1953 по 1957 гг. в съемках передачи участвовал шимпанзе Джей Фрэд Магс, чьи выходки развлекали зрителей, но расстраивали сотрудников передачи, особенно Дэйва Гарровэй. Иногда к этой компании присоединялась подружка Джея Фрэда Магса, которую звали Фиби Би Биби. Джей Фрэд Магс привлекал внимание детей, которые родились в послевоенный бэйби-бум и за счет которых количество потребителей американского телевидения постоянно росло.

## Экспансия

### Early TodayиLater Today
Первое расширение бренда произошло в 1982 году. Early Today было задумано как вступление для Today. В Early Today работали те же ведущие: Брайант Гамбель и Джейн Поли. Программа была задумана так, что региональные станции могли транслировать свои новости целый час или полчаса. Через год NBC заменила эту программу другой — NBC News at Sunrise («Новости NBC на рассвете»), которую вела Кони Чанг.
В 1999 году NBC закрыла эту программу и заменила её новой Early Today, которую изначально выпускал новостной канал CNBC. Early Today была ориентирована на бизнес и финансовые новости до перехода на сообщение общих новостей, которые готовились теми же редакторами, что и программа First Look на канале MSNBC. Она продолжает выходить сегодня. Кроме того, осенью 1999 года выходит передача Later Today. Это ток-шоу, которое выходило в эфир сразу после двухчасовой передачи Today. Later Today было запущено Джоди Эпплгейт, Флоренс Хендерсон и Ашей Блейк. Низкие рейтинги привели к закрытию ток-шоу в августе 2000 года. Вместо этого через 2 месяца в эфир стал выходить уже известный третий час Today.

### Четвёртый час
Today with Kathie Lee and Hoda (Today c Кэти Ли и Ходой) — это четвёртый по счету часовой сегмент программы Today на NBC. Это «шоу внутри шоу» имеет собственное начало, музыкальные позывные, ведущих, собственный сайт.
10 сентября NBC расширил телешоу, добавив четвёртый час, о чём было объявлено 17 января 2007 года на их пресс-конференции. Изначально четвёртый час вели Энн Карри, Натали Моралес и Хода Котб. Кэтти Ли Гиффорд заменила Карри и Моралес 7 апреля 2008 года. Без блока новостей и добавлений прошлых ведущих четвёртый час стал практически самостоятельным ток-шоу, которое начинается с непринужденного монолога ведущего — приём, который ввёл в моду Гиффорд и Реджис Филбин в ток-шоу Live with Regis and Kathrie Lee так же успешно, как и акцент на развлечениях, моде и других темах, рассчитанных прежде всего на привлечение внимания женской аудитории.
На NBC с 1999 по 2007 гг. днем показывали мыльную оперу «Страсть» (Passions), но показ сериала приостановили, чтобы дать место расширенной версии Today. Четвёртый час Today конкурирует с передачами The View канала ABC и The Price Is Right канала Си-би-эс на большинстве рынков в Центральном и Тихоокеанском часовых поясах, но большинство отделений Восточного часового пояса передают программу в эфир на час раньше передач The View и The Price Is Right. Не все региональные отделения передают четвёртый час: телестанции Херста KSBWв Салинасе (Калифорния); телестанции WBAL-TV в Балтиморе (штат Мэриленд); телестанции WYFF в Гринвилле (Южная Каролина).
С 26 сентября 2011 г. четвёртый час начал ретранслироваться как часть того, что на NBC ранее называлось NBC All Night («NBC всю ночь») с 2.05 ночи по Восточному времени в будни ранним утром (в зависимости от местного расписания) как замена для Poker After Dark («Покер после наступления темноты»), которая была отменена в связи с судебным преследованием спонсора шоу Full Tilt Poker и телевизионный покер в целом.

#### Ведущие четвёртого часа
- Хода Котб, ведущая (2007 — по настоящее время)
- Кэтти Ли Гиффорд, ведущая (2008 — по настоящее время)
- Сара Хейнс, корреспондент (2009 — по настоящее время)

### Today in Two Minutes(«Todayв двух минутах»)
3 мая 2010 г. был запущен новый онлайн-проект, который получил название Today in Two Minutes («Today в двух минутах»), который вела ведущая новостей Натали Моралес. Видео содержит краткий прогноз погоды, новости, истории, предваряющие то, что будет в выпуске, который выйдет позже утром. Эта же информация появляется и на сайте по будням каждое утро.

### Weekend Today(«Todayв выходные»)
Первый воскресный выпуск Today вышел в эфир 20 сентября 1987 года. Через пять лет 1 августа 1992 года вышел в эфир первый субботний выпуск, тем самым, расширив программу вещания до 7 дней в неделю. Воскресный выпуск был в эфире 1 час (изначально 90 минут, пока не увеличилось до 1 часа время выхода в эфир программы Meet the Press в 1992 году). Субботний выпуск Today выходил в эфир в течение двух часов.
В выходные дни Today традиционно освещает последние новости, представляет интервью с ньюсмейкерами, новости из мира поп-культуры, истории человеческого интереса, сообщает финансовые новости, медицинские инновации, передает прогноз погоды. Субботний выпуск выходит с 7:00 до 9:00, а воскресный — с 8:00 до 9:00 (по стандартному восточному времени), хотя многие из региональных телестанций передают местные новости в это время, а новости Today передают позже. Станции NBC в Нью-Йорке, Чикаго, Сан-Франциско и Лос-Анджелесе передают в эфир Weekend Today одновременно (но не в прямом эфире) в 9.00 по стандартному восточному времени, в 8:00 по центральному времени, в 6:00 по тихоокеанскому времени.
Передачи в выходные отражают интересы и приоритеты соответствующего зрителя — в эфир выходят специальные выпуски, такие как «Saturday Today на рыночной площади», где транслируются выступления знаменитых музыкантов, бродвейские вернисажи в течение всего лета.

#### Нынешние телеведущие программы в выходные дни
- Лестер Холт, соведущий в выходные дни (2003 — настоящее время)
- Дженна Вулф, соведущий воскресного выпуска (2007 — настоящее время)
- Билл Каринс, соведущий субботнего выпуска (2009 — настоящее время)

Многие телеведущие совсем недавно заняли место соведущего субботнего выпуска — с момента ухода Эми Робак, и место воскресного метеоролога, которое стало вакантным после ухода Дженис Хафф. Многие корреспонденты и ведущие появляются в кадре в качестве ведущего новостей.

#### Телеведущие программы в выходные дни прошлых лет

##### ВедущиеSunday Today
- Бойд Мэтсон, ведущий в выходные дни (1987—1988)
- Мария Шрайвер, ведущий в выходные дни (1987—1990)
- Гаррик Атли, ведущий в выходные дни (1987, 1988—1992)
- Эл Рокер, ведущий в выходные дни (1987—1992)
- Кэти Курик, ведущий в выходные дни (1990—1991)
- Мэри Элис Уильямс, ведущий в выходные дни (1991—1992)

##### Ведущие новостей
В число ведущих Sunday Today входили:
- Бойд Мэтсон и Гаррик Атли в качестве сменного ведущего воскресного выпуска (1987—1988)

#### ВедущиеWeekend Today
- Скотт Саймон, ведущий в выходные дни (1992—1993)
- Джеки Ниспрал, ведущий в выходные дни (1992—1995)
- Майк Шнайдер, ведущий в выходные дни (1993—1995)
- Жизель Фернандес, ведущий в выходные дни (1995—1996)
- Джек Форд, ведущий в выходные дни (1995—1999)
- Кэрол Мартин, ведущий в выходные дни (1996)
- Джоди Эпплгейт, ведущая в выходные дни (1996—1999)
- Соледад О’Брайен, ведущая в выходные дни (1999—2003)
- Дэвид Блум, ведущий в выходные дни (1999—2003)
- Кэмпбелл Браун, ведущий в выходные дни (2003—2007)
- Эми Робак, соведущая субботнего выпуска (2007—2012)

#### Ведущие прогноза погоды
Список ведущих прогноза погоды Weekend Today:
- Джо Витте, ведущий прогноза погоды субботнего выпуска (1992—1999)
- Эл Рокер, ведущий прогноза погоды воскресного выпуска (1992—1995)
- Дженис Хафф, ведущая прогноза погоды воскресного выпуска (1995—2012)

## Рейтинги
Во время свадьбы принца Уильяма и Кейт Миддлтон (25/29 апреля 2011 г.):
- Today: 6424000/9628000 зрителей
- Good Morning America: 5735000/8650000 зрителей
- The Early Show: 2650000 / неизвестное количество зрителей

Лучшей для Today была неделя с 11 августа 2008 года, когда проходили Олимпийские игры в Пекине. А 29 апреля стало днем с самым высоким рейтингом со времен президентских выборов 8 ноября 2000 года.
Неделя с 11 апреля 2011 года:
- Today: 5662000 зрителей
- Good Morning America: 4812000 зрителей
- The Early Show: 2659000 зрителей

Это была 800-я неделя удерживания первого места в рейтинге для Today. По сравнению с предыдущим годом разрыв между Today и Good Morning America (ABC) сократился до 35 %, это самый малый разрыв между ними с 2006—2007 гг. Однако NBC называет этот разрыв самым широким за шесть недель.
Неделя с 12 октября 2008 года:
- Today: 4910000 зрителей
- Good Morning America: 4250000 зрителей
- The Early Show: 2660000 зрителей

Приведённые выше цифры основываются только на первых двух часах Today. Согласно рейтингу Нильсена (но не в прямом эфире), NBC отсылает к третьему и четвёрому часу как к Today II и Today III соответственно. Неделю раньше Today II насчитывал 2.9 млн зрителей, Today III — 1.7 млн зрителей.
Неделя с 30 июня 2008 года:
- Today: 4900000 зрителей
- Good Morning America: 3800000 зрителей
- The Early Show: 2400000 зрителей

Неделя с 11 сентября 2006 года:
- Today: 6320000 зрителей
- Good Morning America: 4730000 зрителей
- The Early Show: 2800000 зрителей

## Международные трансляции
- Новостная программа передач NBC ежедневно транслируется 24 часа в сутки телевизионной сетью Orbit News в Европе и на Ближнем Востоке. Сюда включаются и выпуски Today в прямом эфире.
- В Австралии NBC Today (название именно такое, чтобы не спутать с передачей Today местного телеканала Nine Network) выходит в эфир с 4:00 со вторника по субботу на канале Seven Networks. Воскресный выпуск Today выходит в эфир в 5:00 в понедельник, сразу после программы Meet The Press. Программа сокращена до 90 минут вещания (исключение составляет субботний выпуск, когда передается в эфир полная двухчасовая программа) — местные новости не включаются. Однако в нижней части экрана отображается новостная лента с национальной сводкой новостей по тому же принципу, как и бегущая строка в утреннем ток-шоу Sunrise. Прогноз погоды Австралии передается в предназначенное для региональных отделений время. Три лучших утренних программы США одновременно транслируются по австралийскому телевидению: CBS This Morning передается по каналу Network Ten, Good Morning America — на канале Nine Network.

Двухчасовая программа Today выходит в эфир на канале 7mate в 9:00.
- Today выходит в эфир на филиппинском телевидении Talk TV c ежедневным выпуском в 21:00 по местному времени с понедельника по пятницу после ток-шоу Anderson. Weekend Today транслируется в субботу в 20:00 в течение двух часов и в воскресенье в 21:00 по местному времени.

В Соединённом Королевстве и в Европе Today с 1989 по 1993 год транслировался через британскую телесеть Sky News, а с 1993 по 1998 год — через сеть NBC Europe. Изначально телешоу транслировалось в прямом эфире во второй половине дня до 1995 года, пока вещание не было отложено до следующего утра.